# Marathon van São Paulo
De Marathon van São Paulo is een hardloopwedstrijd over 42,195 km die jaarlijks vanaf 1995 in de stad 
São Paulo wordt gehouden. In 2002 werd zowel het vrouwen als het mannen parcoursrecord gelopen. Op deze wedstrijd werd in 1997 en 2000, 2001, 2002 de winnaar van de Zuid-Amerikaanse beker bepaalt.

## Parcoursrecords
- Mannen: 2:11.20 - Vanderlei de Lima  Brazilië (2002)
- Vrouwen: 2:36.07 - Maria Zeferina  Brazilië (2002)

## Uitslagen
| Jaar            | Snelste man                   | Land                          | Tijd                          | Snelste vrouw                 | Land                          | Tijd                          |
| --------------- | ----------------------------- | ----------------------------- | ----------------------------- | ----------------------------- | ----------------------------- | ----------------------------- |
| 10 april 2022   | Tilahun Abebaw Nigussie       | ETH                           | 2 h 18 min 04 s               | Kebebush Yisma                | ETH                           | 2 h 37 min 40 s               |
| 2021            | Geen marathon wegens Covid-19 | Geen marathon wegens Covid-19 | Geen marathon wegens Covid-19 | Geen marathon wegens Covid-19 | Geen marathon wegens Covid-19 | Geen marathon wegens Covid-19 |
| 2020            | Geen marathon wegens Covid-19 | Geen marathon wegens Covid-19 | Geen marathon wegens Covid-19 | Geen marathon wegens Covid-19 | Geen marathon wegens Covid-19 | Geen marathon wegens Covid-19 |
| 7 april 2019    | Kimani Irungu                 | KEN                           | 2 h 18 min 32 s               | Sifan Demise                  | ETH                           | 2 h 35 min 03 s               |
| 8 april 2018    | Solonei da Silva              | BRA                           | 2 h 15 min 59 s               | Andreia Aparecida Hessel      | BRA                           | 2 h 40 min 02 s               |
| 9 april 2017    | Paul Kimutai                  | KEN                           | 2 h 17 min 56 s               | Leah Jerotich                 | KEN                           | 2 h 41 min 58 s               |
| 24 april 2016   | Paul Koech Kimutai            | Kenia                         | 2:17.14                       | Alice Chepkemboi Kibor        | Kenia                         | 2:35.56                       |
| 17 mei 2015     | Asbel Quipsang                | Kenia                         | 2:15.15                       | Caroline Rotich               | Kenia                         | 2:35.51                       |
| 19 oktober 2014 | Paul Kangogo                  | Kenia                         | 2:14.18                       | Rumokol Chepkanan             | Kenia                         | 2:42.29                       |
| 6 oktober 2013  | Stanlei Koech                 | Kenia                         | 2:16.07                       | Samira Raif                   | Marokko                       | 2:38.23                       |
| 17 juni 2012    | Solonei Rocha Da Silva        | Brazilië                      | 2:12.25                       | Elizabeth Chepkanan Rumokol   | Kenia                         | 2:31.31                       |
| 19 mei 2011     | David Kemboi Kiyeng           | Kenia                         | 2:11.53                       | Samira Raif                   | Marokko                       | 2:36.01                       |
| 2 mei 2010      | Stanley Biwott                | Kenia                         | 2:11.19                       | Marizete Moreira              | Brazilië                      | 2:39.26                       |
| 7 juni 2009     | Elias Kemboi Chelimo          | Kenia                         | 2:13.59                       | Marizete Moreira              | Brazilië                      | 2:41.43                       |
| 1 juni 2008     | Claudir Rodrigues             | Brazilië                      | 2:17.07                       | Maria Zeferina                | Brazilië                      | 2:42.21                       |
| 3 juni 2007     | Reuben Chepwek                | Kenia                         | 2:16.05                       | Jacqueline Jerotich           | Kenia                         | 2:40.12                       |
| 4 juni 2006     | Solomon Rotich                | Kenia                         | 2:15.15                       | Margaret Karie                | Tanzania                      | 2:39.24                       |
| 17 april 2005   | Jose Telles                   | Brazilië                      | 2:19.47                       | Marcia Narloch                | Brazilië                      | 2:40.39                       |
| 2 mei 2004      | Franck Caldeira               | Brazilië                      | 2:17.27                       | Margaret Karie                | Tanzania                      | 2:40.10                       |
| 11 mei 2003     | Genilson Junior               | Brazilië                      | 2:16.41                       | Maria do Carmo                | Brazilië                      | 2:39.02                       |
| 14 juli 2002    | Vanderlei de Lima             | Brazilië                      | 2:11.20                       | Maria Zeferina                | Brazilië                      | 2:36.07                       |
| 8 juli 2001     | Stephen Rugut                 | Kenia                         | 2:14.30                       | Marizete de Paula             | Brazilië                      | 2:38.57                       |
| 11 juni 2000    | David Ngetich                 | Kenia                         | 2:15.21                       | Marcia Narloch                | Brazilië                      | 2:40.15                       |
| 23 mei 1999     | Paul Yego                     | Kenia                         | 2:15.20                       | Marcia Narloch                | Brazilië                      | 2:37.19                       |
| 5 april 1998    | Diamantino dos Santos         | Brazilië                      | 2:16.55                       | Viviane Anderson              | Brazilië                      | 2:39.59                       |
| 1 juni 1997     | Vincent Cheruiyot             | Kenia                         | 2:17.02                       | Viviane Anderson              | Brazilië                      | 2:42.13                       |
| 9 juni 1996     | Chaham El Maati               | Marokko                       | 2:15.21                       | Janeth Mayal                  | Brazilië                      | 2:41.40                       |
| 9 oktober 1995  | Luíz Antônio dos Santos       | Brazilië                      | 2:17.11                       | Nadezhda Wijenberg            | Rusland                       | 2:39.33                       |